# Acanthocnema
Acanthocnema is een geslacht van insecten uit de familie van de drekvliegen (Scathophagidae), die tot de orde tweevleugeligen (Diptera) behoort.

## Soorten
- A. albibarba (Loew, 1869)
- A. capillata (Loew, 1872)
- A. glaucescens (Loew, 1864)
- A. nigrimana (Zetterstedt, 1846)
- A. ruficauda Curran, 1929